# Serie Mundial Amateur de Béisbol de 1953
La XIV Serie Mundial Amateur de Béisbol se llevó a cabo en Caracas, Venezuela del 12 de septiembre al 9 de octubre de 1953.. Cuba obtuvo el título tras derrotar a Venezuela en dos juegos de la serie final pactada a tres.

## Primera Ronda
Cuba y Venezuela empataron al final de la primera ronda por lo que fue necesario disputarse una serie extra a tres juegos.
| Posición | Equipo                | Ganados | Perdidos |
| -------- | --------------------- | ------- | -------- |
| 1        | Cuba                  | 11      | 1        |
| 2        | Venezuela             | 9       | 3        |
| 3        | Nicaragua             | 7       | 3        |
| 4        | República Dominicana  | 7       | 3        |
| 5        | Panamá                | 6       | 4        |
| 6        | Puerto Rico           | 5       | 5        |
| 7        | Colombia              | 3       | 7        |
| 8        | Guatemala             | 3       | 7        |
| 9        | México                | 3       | 7        |
| 10       | Antillas Neerlandesas | 2       | 8        |
| 11       | El Salvador           | 1       | 9        |

## Serie extra
Pactada a tres juegos pero solo fue necesario los dos primeros.
| Posición | Equipo    | Ganados | Perdidos |
| -------- | --------- | ------- | -------- |
| 1        | Cuba      | 2       | 0        |
| 2        | Venezuela | 0       | 2        |

| Cuba           |
| Campeón Cuba   |
| Séptimo título |

## Clasificación Final
| Posición | Equipo                | Ganados | Perdidos |
| -------- | --------------------- | ------- | -------- |
| 1        | Cuba                  | 11      | 1        |
| 2        | Venezuela             | 9       | 3        |
| 3        | Nicaragua             | 7       | 3        |
| 4        | República Dominicana  | 7       | 3        |
| 5        | Panamá                | 6       | 4        |
| 6        | Puerto Rico           | 5       | 5        |
| 7        | Colombia              | 3       | 7        |
| 8        | Guatemala             | 3       | 7        |
| 9        | México                | 3       | 7        |
| 10       | Antillas Neerlandesas | 2       | 8        |
| 11       | El Salvador           | 1       | 9        |